# Susan Brownmiller
Susan Brownmiller, née le 15 février 1935 à Brooklyn (New York) et morte le 24 mai 2025 dans la même ville, est une écrivaine, journaliste et féministe radicale américaine, notamment connue pour son essai, Against Our Will : Men, Women, and Rape (Le Viol), paru en 1975.
Elle y affirme que le viol s'est jusque-là basé sur une définition faite par les hommes plutôt que par les femmes, permettant d'en limiter la portée et d'assurer une forme de domination masculine.
Le livre reçoit des critiques d'Angela Davis, qui déclare que Susan Brownmiller a négligé le rôle joué par les femmes noires dans le mouvement anti-lynchage et que beaucoup de ses arguments sont malheureusement imprégnés d'idéologie raciste. En 1995, la New York Public Library sélectionne Against Our Will : Men, Women, and Rape comme l'un des 100 livres les plus importants du XXe siècle.
En 1975, elle fait partie des personnalités de l'année selon Time Magazine parmi « Les Américaines ».

## Biographie
Susan Warhaftig naît à Brooklyn dans la ville de New York le 15 février 1935. Elle est la fille unique de Mae et Samuel Warhaftig, un couple juif issu de la classe moyenne. Sa mère est secrétaire à l'Empire State Building et son père est vendeur au Garment District, puis à la grande chaîne de magasins Macy's. Plus tard, elle prend le nom de plume Susan Brownmiller , changeant légalement de nom en 1961.
En 1972, Susan Brownmiller fait partie des signataires de la pétition Ms.: « We Have Had Abortions » (Nous avons eu des avortements) qui appelait à mettre fin aux « lois archaïques » limitant la liberté sexuelle et reproductive et à encourager les femmes à partager leurs histoires et à agir.
Elle se dépeint elle-même comme « une célibataire », en ajoutant : 

« Même si j'ai toujours été une grande adepte de la romance et du partenariat. Je voudrais être en étroite union avec un homme dont je respecte le travail», a-t-elle déclaré lors d'un entretien , attribuant son statut de célibataire au fait qu'elle n'était «pas disposée à faire des compromis. »

### Éducation
Enfant, Susan Brownmiller est envoyée à la synagogue d'East Midwood deux après-midis par semaine pour y apprendre l'hébreu et l'histoire juive. Elle commente plus tard :

« Tout cela a été en quelque sorte malmené dans mon cerveau, sauf pour un fil: beaucoup de gens au cours des siècles ont semblé vouloir nuire au peuple juif. ... Je peux affirmer que la voie que j'ai choisie - pour combattre contre les dommages corporels, en particulier l'effroi de la violence contre les femmes - a ses origines dans ce que j'avais appris à l'école hébraïque sur les pogroms et l'Holocauste. »

Elle a « une adolescence orageuse », fréquentant l'Université Cornell pendant deux ans (de 1952 à 1954), sans aucun diplôme. Elle étudie ensuite le théâtre à New York et apparait dans deux productions d'Off-Broadway.

### Carrière
Le parcours de Susan Brownmiller dans le journalisme commence par une position éditoriale dans un « magazine d'aveux ». Elle travaille ensuite comme assistante du rédacteur en chef du magazine Coronet (de 1959 à 1960) puis rédactrice de l'Albany Report, revue hebdomadaire de la législature de l'État de New York (de 1961 à 1962) et chercheuse en affaires nationales à Newsweek (de 1963 à 1964). Au milieu des années 1960, Susan Brownmiller poursuit sa carrière en occupant des postes de journaliste pour NBC à Philadelphie et rédactrice pour le journal hebdomadaire The Village Voice, en 1965, et de rédactrice de nouvelles pour ABC à New York (de 1966 à 1968).
À partir de 1968, elle commence à travailler comme rédactrice indépendante ; ses critiques de livres, essais et articles sont régulièrement publiés dans des publications telles que le New York Times, Newsday, le New York Daily News, Vogue et The Nation. En 1968, elle signe l'engagement de « protestation contre la guerre envers les écrivains et les rédacteurs en chef », promettant de refuser les paiements d'impôts pour protester contre la guerre du Vietnam.
Susan Brownmiller se porte volontaire pour Freedom Summer en 1964, où elle travaille sur l'inscription des électeurs à Meridian (Mississippi). Selon son propre compte :

« Jan Goodman et moi faisions partie du deuxième groupe de bénévoles pour Mississippi Freedom Summer .... Lorsque personne d'autre à la séance d'orientation de Memphis ne s'est porté volontaire pour Meridian, Jan et moi avons accepté la mission. Entre nous, nous avons eu une bonne dizaine d'années d'expérience dans l'organisation, la sienne dans les primaires démocrates et les campagnes présidentielles, la mienne dans CORE, le “Congress of Racial Equality” (Rassemblement pour l'égalité des races), et nous deux ensemble dans les campagnes d'enregistrement des électeurs à East Harlem. Le soir de notre arrivée à Meridian, un secrétaire de terrain a convoqué une réunion, demandant à voir les nouveaux volontaires. Nous avons fièrement levé la main. "Merde !" explosa-il. "J'ai demandé des volontaires et ils m'ont envoyé des femmes blanches." »

De retour à New York, elle commence à écrire pour le Village Voice et devient rédactrice de télévision de réseau pour l'ABC, un emploi qu'elle occupe jusqu'en 1968. Elle continue d'écrire et de parler de questions féministes, notamment un mémoire et historique In Our Time: Memoir of a Revolution sur la deuxième vague féministe et le féminisme radical, paru en 1999. Ses articles sont archivés à Harvard, dans la bibliothèque de recherche Arthur et Elizabeth Schlesinger sur l'histoire des femmes en Amérique.

## Engagements
Susan Brownmiller participe également à plusieurs actions en faveur des droits civiques, rejoignant le CORE et le SNCC lors du sit-in movement, en 1964.
Elle s'implique pour la première fois dans le Women's Lib (Mouvement de libération des femmes) à New York en 1968, en rejoignant un groupe de sensibilisation au sein de la toute nouvelle organisation New York Radical Women. Susan Brownmiller coordonne ensuite un sit-in contre le Ladies' Home Journal en 1970 et commence à travailler sur Against Our Will: Men, Women, and Rape après que les New York Radical Feminists se soit prononcés dans la lutte contre le viol en 1971.
En 1977, Susan Brownmiller s'associe à l'organisation WIFP “Women's Institute for Freedom de la presse” (L'Institut des femmes pour la liberté de la presse) et en 1979, elle cofonde le mouvement féministe radical Women Against Pornography.

### Critiques
Le 15 mars 1970, dans un article du New York Times, elle réfute les inquiétudes de Betty Friedan,, présidente de la NOW, au sujet de la « menace mauve », à savoir l'association du lesbianisme avec le mouvement des femmes émergeant, . La manière humoristique qu'elle utilise pour se distancier de la lesbophobie de Friedan (parlant de Lavender herring) est cependant vue elle-même comme une forme d'homophobie par certaines féministes lesbiennes, comme si les lesbiennes représentent une partie insignifiante du mouvement, et que les problèmes rencontrés par les lesbiennes ne font que détourner les autres des vrais problèmes. 

## Publications

### Essais
- (en-US) Susan Brownmiller, Shirley Chisholm : A Biography, Doubleday and Company, 1970, 145 p. (ISBN 978-0-385-02309-2)
- (en-US) Susan Brownmiller, Against Our Will : Men, Women, and Rape, Ballantine Books, 1975, 472 p. (ISBN 978-0-449-90820-4)

- (en-US) Susan Brownmiller, Femininity, Ballantine Books, 1984, 272 p. (ISBN 978-0-449-90142-7)
- (en-US) Susan Brownmiller, Waverly Place, Signet, 1989, 336 p. (ISBN 978-0-451-16324-0)
- (en-US) Susan Brownmiller, In Our Time : Memoir of a Revolution, Signet, 1990, 360 p. (ISBN 978-0-385-31486-2)
- (en-US) Susan Brownmiller, Seeing Vietnam : Encounters of the Road and Hear, Harper Perennial, 1994, 240 p. (ISBN 978-0-06-092625-0)
- (en-US) Susan Brownmiller, My City Highrise Garden, Rutgers University Press, 2017, 166 p. (ISBN 978-0-8135-8889-6)

### Source
: document utilisé comme source pour la rédaction de cet article. :
- (en) Karla Jay, Tales of the Lavender Menace : A memoir of liberation, Basic Books, 1999, 288 p. (ISBN 978-0-465-08364-0, OCLC 41044095, LCCN 00274554).